# Bezpečnostní sklo

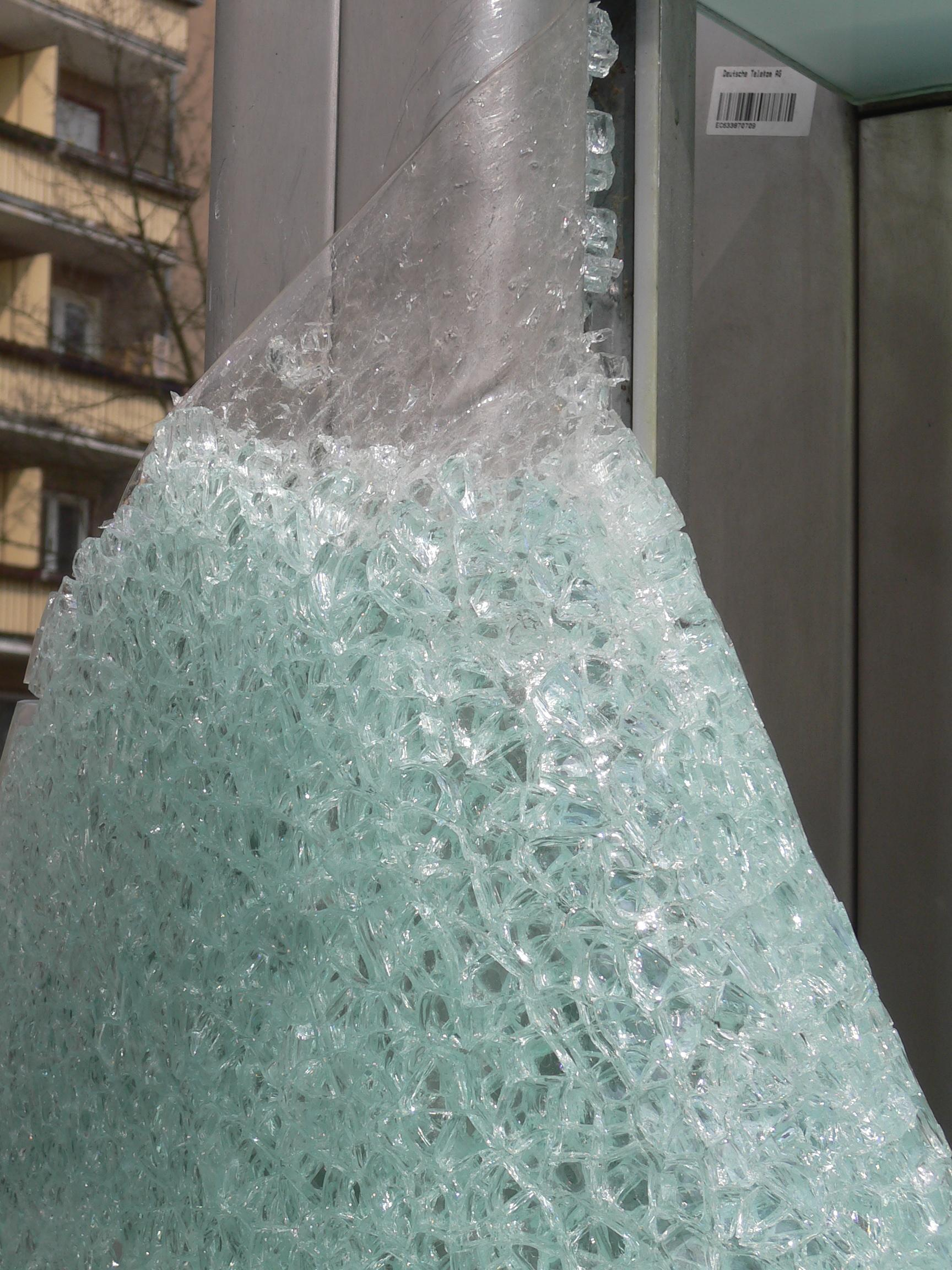
Poničené bezpečnostní sklo

Bezpečnostní sklo je typ skla sloužící k ochraně osob. Sklo odolává úderům a nárazům, v případě, že se tříští, vznikají malé neostré plošky, u kterých se zmenšuje pravděpodobnost zranění člověka. Bezpečnostní skla jsou vyráběna různými technikami a dělí se do několika kategorií podle účelu. V České republice jsou pro tato skla normy ČSN:
- tepelně tvrzené bezpečnostní sklo (známé též pod zkratkou ESG či jako "kalené") - dle normy ČSN EN 12150,
- tepelně zpevněné sklo (známé též pod zkratkou TVG či jako "polokalené") - dle normy ČSN EN 1863–1,
- vrstvené bezpečnostní sklo (známé též pod zkratkou VSG či jako "lepené") - dle normy ČSN EN ISO 12543,
- skla s ochrannou fólií, která dosahuje odolnosti 1B1 nebo 2B2 podle ČSN EN 12600[2].

Např. v automobilech se lze setkat s jednovrstvým kaleným sklem (boční a střešní okna), které se rozpadne na malé úlomky, a sklem laminovaným (přední okno), které se zpravidla při nárazu nerozpadne.

## Klasifikace bezpečnostních skel
Bezpečnostní skla se dělí dle schopnosti odolat dopadu tělesa o váze 50 kg na sklo z výšky na:
- třída 3 - sklo není porušeno při pádu tělesa z výšky 19 cm,
- třída 2 - sklo není porušeno při pádu tělesa z výšky 19 a 45 cm,
- třída 1 - sklo není porušeno při pádu tělesa z výšky 19, 45 a 120 cm.

Za bezpečnostní sklo jsou považována skla, která navzdory četným prasklinám drží pohromadě (sklo vrstvené či sklo s ochrannou fólií) či taková, která se rozsypou na množství malých úlomků bez ostrých hran (sklo tepelně tvrzené). Ochranná fólie je fólií z polyesteru, která se přilepí na sklo z vnitřní strany, aby došlo k zabránění vysypání střepů do místnosti.

## Vrstvené bezpečnostní sklo
Je tvořeno tabulemi skla, které jsou spojené polyvinylbutyralovou fólií. Skládá se ze dvou nebo více tabulí skla různých vlastností. Spojení tabulí skla polyvinylbutarylovou fólií dává sklu pevnost a pružnost. Takové sklo odolává nárazu či úderu tupého nebo ostrého předmětu v tom smyslu, že nedojde k jeho roztříštění. Sklo je rozbité, ale drží svoji konzistenci. V případě požadavku na neprůstřelné sklo se kombinuje několik vrstev skla a fólie.
Taková skla se používají ve výtazích, automobilech (čelní okna) či přízemích a vysokých patrech budov. Brání zranění osob stojících poblíž skla, ale také zpomalují průnik osob, ať už z objektu (nemožnost vypadnutí z okna mrakodrapu při rozbití skla), nebo do objektu (zloději).